# Elasmopus erythraeus
Elasmopus erythraeus is een vlokreeftensoort uit de familie van de Maeridae. De wetenschappelijke naam van de soort is voor het eerst geldig gepubliceerd in 1880 door Kossmann.